# Chronicon Paschale
Het Chronicon Paschale, van de Oudgriekse benaming Πασχάλιο χρονικό afgeleid, die ook wel Paaskroniek, Chronicon Alexandrinum, Chronicon Constantinopolitanum of Fasti Siculi wordt genoemd, is een in het Oost-Romeinse Rijk in het Grieks geschreven kroniek, die omstreeks 630 is neergeschreven. De moderne naam is afkomstig van de gebruikte tijdrekening volgens de christelijke paascanon.
De auteur is onbekend, daar begin en einde van de kroniek ontbreken. Volgens vele onderzoekers kan men echter uit het werk afleiden, dat het een geestelijke en een vertrouweling van patriarch Sergius I was. Andere geleerden vermoeden daarentegen op grond van het incidenteel gebruik van de eerste persoon meervoud in verband met de staf van de magister officiorum, dat de schrijver van de kroniek geen clericus, maar een lid van de civiele rijksadministratie zou zijn geweest, waarvoor pleit dat de auteur duidelijk Latijn – in het Oost-Romeinse Rijk tot ca. 625 de officiële bestuurstaal – beheerste, wat voor een geestelijke in die tijd reeds ongebruikelijk zou zijn geweest. 
Het omvangrijke werk omvat een wereldkroniek van de dagen van Adam (de schepping van de wereld wordt gedacht op 21 maart 5509 v.Chr. te hebben plaatsgevonden) tot 630; het voornaamste handschrift uit de 10e eeuw breekt echter af in 628. De bronnen, die de auteur heeft gebruikt, zijn niet altijd duidelijk te identificeren, maar hij heeft bijvoorbeeld ongetwijfeld Johannes Malalas geraadpleegd; na de dood van keizer Mauricius was de schrijver echter zelf ooggetuige van het gebeurde. Terwijl de periode van 534 tot 601 vaak onbehandeld blijven, wordt over de daaropvolgende periode veel uitgebreider en gedetailleerder bericht, dan bij kronieken eigenlijk gebruikelijk was. Voor de periode van 602 tot 628 is de Chronicon Paschale daarom een van onze belangrijkste bronnen.
Het werk is weliswaar ten dele incorrect (meer bepaald voor de tijd voor 602), maar omvat echter ook enige zeer belangrijke historische informatie over de tijd van het einde van de late oudheid in het oostelijk Middellandse Zeegebied. Enkele van de documenten, die in de kroniek zijn opgenomen, worden als authentiek beschouwd. Zo wordt onder meer de tekst van de brief, in dewelke de nieuwe Sassanidenkoning Kavad II Siroe de Oost-Romeinse keizer Herakleios in 628 om vrede bidt, duidelijk alsook woordelijk geciteerd zoals ook diverse keizerlijke bekendmakingen. 
De huidige edities van dit werk baseren zich voornamelijk op de Codex Vaticanus Graecus 1941 uit de late 10e eeuw.

## Edities
- J. van der Hagen, Observationes in Heraclii imperatoris methodum paschalem, Amsterdam, 1736. (nog steeds als een belangrijke editie beschouwd) (online editie)
- J.P. Migne (ed. trad.), Patrologia Graeca, 92, Parijs, 1860. (online editie)